# Thylacinidae
Thylacinidae är en familj av utdöda pungdjur.
Familjen hade under historisk tid bara ett enda släkte, Thylacinus, med en enda art, pungvarg (Thylacinus cynocephalus).
Andra utdöda släkten inom familjen var Badjcinus, Maximucinus, Muribacinus, Mutpuracinus, Ngamalacinus, Nimbacinus (till exempel Nimbacinus dicksoni), Tyarrpecinus och Wabulacinus.